# Ahnfeltia borealis
Ahnfeltia borealis, vrsta crvenih algi iz porodice Ahnfeltiaceae. Morska je vrsta uz obalu kanadskog otoka Prince Edward Island.